# Fußball-Weltmeisterschaft 2010/Südkorea

## Qualifikation
Die Mannschaft qualifizierte sich über die Qualifikationsspiele der AFC, der Qualifikationsspiele des asiatischen Fußballverbandes, für die Weltmeisterschaft in Südafrika.
Aufgrund eines Freiloses über die ersten beiden Runden nahm Südkorea erst ab der dritten Qualifikationsrunde teil. Dort setzte sich die Mannschaft in der Gruppe 3 gegen Nordkorea, Jordanien und Turkmenistan durch und stieg zusammen mit dem Gruppenzweiten Nordkorea in die nächste Runde auf.
Im Vorfeld des Spieles Nordkorea gegen Südkorea am 26. März 2008 kam es zu Streitigkeiten, da sich der nordkoreanische Fußballverband weigerte, die südkoreanische Nationalhymne zu spielen und die südkoreanische Landesflagge zu hissen. Die Begegnung der beiden Mannschaften wurde deshalb an einen neutralen Ort (Shanghai in China) verlegt und fand wie geplant am 26. März statt. Auch in der vierten Runde, als Südkorea am 10. September in der nordkoreanischen Hauptstadt auf Nordkorea treffen sollte, wurde die Partie aufgrund der angespannten Lage zwischen den beiden Ländern nach Shanghai verlegt.
In der vierten Quali-Runde, der nächsten Gruppenphase, traf Südkorea in der Gruppe 2 auf Nordkorea, Saudi-Arabien, den Iran und die Vereinigten Arabischen Emirate und qualifizierte sich als Gruppensieger für die Weltmeisterschaft.

### Dritte Runde
6. Februar 2008:
Südkorea – Turkmenistan 4:0 (1:0)
26. März 2008:
Nordkorea – Südkorea  0:0
31. Mai 2008:
Südkorea – Jordanien 2:2 (1:0)
7. Juni 2008:
Jordanien – Südkorea 0:1 (0:1)
14. Juni 2008:
Turkmenistan – Südkorea 1:3 (0:1)
22. Juni 2008:
Südkorea – Nordkorea 0:0

### Vierte Runde
10. September 2008:
Nordkorea – Südkorea 1:1 (0:0)
15. Oktober 2008:
Südkorea – VAE 4:1 (2:0)
19. November 2009:
Saudi-Arabien – Südkorea 0:2 (0:0)
11. Februar 2009:
Iran – Südkorea 1:1 (0:0)
1. April 2009:
Südkorea – Nordkorea 1:0 (0:0)
6. Juni 2009:
VAE – Südkorea 0:2 (0:2)
10. Juni 2009:
Südkorea – Saudi-Arabien 0:0
17. Juni 2009:
Südkorea – Iran 1:1 (0:0)

## Südkoreanisches Aufgebot
| Nr.               | Name            | Verein vor WM-Beginn    | Geburtstag | Spiele   | Tore     |          |          |          |          |
| Torhüter          | Torhüter        | Torhüter                | Torhüter   | Torhüter | Torhüter | Torhüter | Torhüter | Torhüter | Torhüter |
| ----------------- | --------------- | ----------------------- | ---------- | -------- | -------- | -------- | -------- | -------- | -------- |
| 1                 | Lee Woon-jae    | Suwon Samsung Bluewings | 26.04.1973 | 0        | 0        | 0        | 0        | 0        |          |
| 18                | Jung Sung-ryong | Seongnam Ilhwa Chunma   | 04.01.1985 | 4        | 0        | 0        | 0        | 0        |          |
| 21                | Kim Young-kwang | Ulsan Hyundai           | 28.06.1983 | 0        | 0        | 0        | 0        | 0        |          |
| Abwehrspieler     |                 |                         |            |          |          |          |          |          |          |
| 2                 | Oh Beom-seok    | Ulsan Hyundai           | 29.07.1984 | 1        | 0        | 0        | 0        | 0        |          |
| 3                 | Kim Hyung-il    | Pohang Steelers         | 27.04.1984 | 0        | 0        | 0        | 0        | 0        |          |
| 4                 | Cho Yong-hyung  | Jeju United             | 03.11.1983 | 0        | 0        | 0        | 0        | 0        |          |
| 12                | Lee Young-pyo   | al-Hilal                | 23.04.1977 | 4        | 0        | 0        | 0        | 0        |          |
| 14                | Lee Jung-soo    | Kashima Antlers         | 08.01.1980 | 4        | 2        | 0        | 0        | 0        |          |
| 15                | Kim Dong-jin    | Ulsan Hyundai           | 29.01.1982 | 1        | 0        | 0        | 0        | 0        |          |
| 22                | Cha Du-ri       | SC Freiburg             | 25.07.1980 | 3        | 0        | 1        | 0        | 0        |          |
| 23                | Kang Min-soo    | Suwon Samsung Bluewings | 14.02.1986 | 0        | 0        | 0        | 0        | 0        |          |
| Mittelfeldspieler |                 |                         |            |          |          |          |          |          |          |
| 5                 | Kim Nam-il      | Tom Tomsk               | 14.03.1977 | 3        | 0        | 1        | 0        | 0        |          |
| 6                 | Kim Bo-kyung    | Ōita Trinita            | 06.10.1989 | 0        | 0        | 0        | 0        | 0        |          |
| 7                 | Park Ji-sung    | Manchester United       | 25.02.1981 | 4        | 1        | 0        | 0        | 0        |          |
| 8                 | Kim Jung-woo    | Sangju Sangmu FC        | 09.05.1982 | 4        | 0        | 1        | 0        | 0        |          |
| 13                | Kim Jae-sung    | Pohang Steelers         | 03.10.1983 | 3        | 0        | 0        | 0        | 0        |          |
| 16                | Ki Sung-yong    | Celtic Glasgow          | 24.01.1989 | 4        | 0        | 0        | 0        | 0        |          |
| 17                | Lee Chung-yong  | Bolton Wanderers        | 02.07.1988 | 4        | 2        | 1        | 0        | 0        |          |
| 19                | Yeom Ki-hun     | Suwon Samsung Bluewings | 30.03.1983 | 4        | 0        | 1        | 0        | 0        |          |
| Stürmer           |                 |                         |            |          |          |          |          |          |          |
| 9                 | Ahn Jung-hwan   | Dalian Shide            | 27.01.1976 | 0        | 0        | 0        | 0        | 0        |          |
| 10                | Park Chu-young  | AS Monaco               | 10.07.1985 | 4        | 1        | 0        | 0        | 0        |          |
| 11                | Lee Seung-ryul  | FC Seoul                | 06.03.1989 | 1        | 0        | 0        | 0        | 0        |          |
| 20                | Lee Dong-gook   | Jeonbuk Hyundai Motors  | 29.04.1979 | 0        | 0        | 0        | 0        | 0        |          |
| Trainer           |                 |                         |            |          |          |          |          |          |          |
|                   | Huh Jung-moo    |                         | 13.01.1955 |          |          |          |          |          |          |

## Vorrunde
| Rang | Land         | Tore | Punkte |
| ---- | ------------ | ---- | ------ |
| 1    | Argentinien  | 7:1  | 9      |
| 2    | Südkorea     | 5:6  | 4      |
| 3    | Griechenland | 2:5  | 3      |
| 4    | Nigeria      | 3:5  | 1      |

In der Vorrunde der Weltmeisterschaft 2010 in Südafrika traf die südkoreanische Nationalmannschaft in der Gruppe B auf Argentinien, die Nigeria und Griechenland.
- Samstag, 12. Juni 2010; 13:30 Uhr in Port Elizabeth
 Südkorea –  Griechenland 2:0 (1:0)

- Donnerstag, 17. Juni 2010; 13:30 Uhr in Johannesburg (FNB-Stadion)
 Argentinien –  Südkorea 4:1 (2:1)

- Dienstag, 22. Juni 2010; 20:30 Uhr in Durban
 Nigeria –  Südkorea 2:2 (1:1)

## Finalrunde

### Achtelfinale
Die Auswahl Südkoreas wurde in der Gruppe B Gruppenzweiter und traf im Achtelfinale auf Uruguay, den Sieger der Gruppe A.
- Samstag, 26. Juni 2010; 16:00 Uhr in Port Elizabeth
 Uruguay –  Südkorea 2:1 (1:0)